# Конен (антарктична станція)
Станція Конен (нім. Kohnen-Station) — німецька полярна науково-дослідна станція в Антарктиці, здатна вмістити до 20 осіб. Працює тільки влітку. Названа на честь геофізика Гайнца Конена (1938—1997), який довгий час був директором з логістики в Інституті полярних і морських досліджень імені Альфреда Вегенера.
Станція відкрилася 11 січня 2001 року в районі Землі Королеви Мод. Її координати 75° 00'S, 00° 04'E, на висоті 2892 м над рівнем моря. Знаходиться за 757 км на південний схід від станції Ноймаєр II, на екстремальному крижаному шельфі, доступному для транспорту і зручному для ведення робіт. Як і у випадку британської станції Галлей, будівлі бази зведені на регульованих сталевих опорах, які можна піднімати й опускати до висоти снігового покриву.
Станція містить радіорубки, їдальню, кухню, ванні кімнати, дві спальні, снігоплавильню, магазин, майстерню й електростанцію (100 кВт). Вона оснащена 17 саньми і колоною з 6 тягачів, які перевозять до 20 тонн кожен. База поповнюється двічі на рік, до 6 санними поїздами одночасно. Операція доставки займає 9-14 днів.
Станція Конен є базою матеріально-технічного постачання для роботи з крижаними кернами в проєкті дослідження Землі Королеви Мод, а також у європейському проєкті роботи з кернами льоду в Антарктиці (EPICA). Основною роботою є буріння.